# 独木干
独木干（?—?），元朝公主，拖雷幼女，母亲唆鲁禾帖尼。兄蒙哥、忽必烈、阿里不哥、旭烈兀。
独木干嫁给弘吉剌部的聂古台驸马。聂古台是独木干的姑姑阿剌海別吉和第二任丈夫汪古部首领镇国所生的兒子。1257年，蒙哥封给她平陽路一千一百户（中原五户丝户），1281年，忽必烈封給她梅州程鄉縣一千四百戶（江南戶鈔戶）。聂古台征南宋死於軍中，赐兴州民千余户给葬，聂古台死后她被夫弟察忽所收继。